# Iglesia Bautista de Congdon Street
La Iglesia Bautista de Congdon Street es una iglesia históricamente afroamericana en 17 Congdon Street en el vecindario College Hill en la ciudad Providence, la capital del estado de Rhode Island (Estados Unidos).

## Descripción e historia
La congregación se estableció en 1819 y originalmente se reunió en un edificio ubicado cerca del sitio actual, que fue demolido en 1869. El edificio actual, una estructura de estilo italianizante de un solo piso, fue construido en 1874-1875. Los aleros y hastiales están decorados con madera aserrada que asemeja ménsulas de ladrillo. Las ventanas a lo largo de los lados largos del edificio son ventanas de guillotina altas con una parte superior de arco segmentado, mientras que el hastial que da a la calle tiene una ventana de arco de medio punto de tres partes. Los escenarios de la torre cuadrada repiten la carpintería de ménsulas en cada nivel. La iglesia está ubicada en una colina, dejando al descubierto un sótano completo de ladrillo, a través del cual se accede al edificio. El interior está decorado con carpintería victoriana sencilla y estarcido en las paredes.
Los arquitectos fueron Hartshorn & Wilcox. Hartshorn fue el sucesor de Thomas A. Tefft y esta iglesia se hace eco de muchos de sus diseños.
En diciembre de 1968, 65 estudiantes negros de la Universidad Brown marcharon por College Hill hasta la Iglesia Bautista de Congdon Street. Permanecieron en la iglesia durante tres días, como protesta por el pequeño número de estudiantes negros admitidos en la Universidad, así como por la falta de apoyo institucional.
El edificio fue incluido en el Registro Nacional de Lugares Históricos en 1971 por su importancia arquitectónica,  y es parte del distrito histórico de College Hill.

## Galería

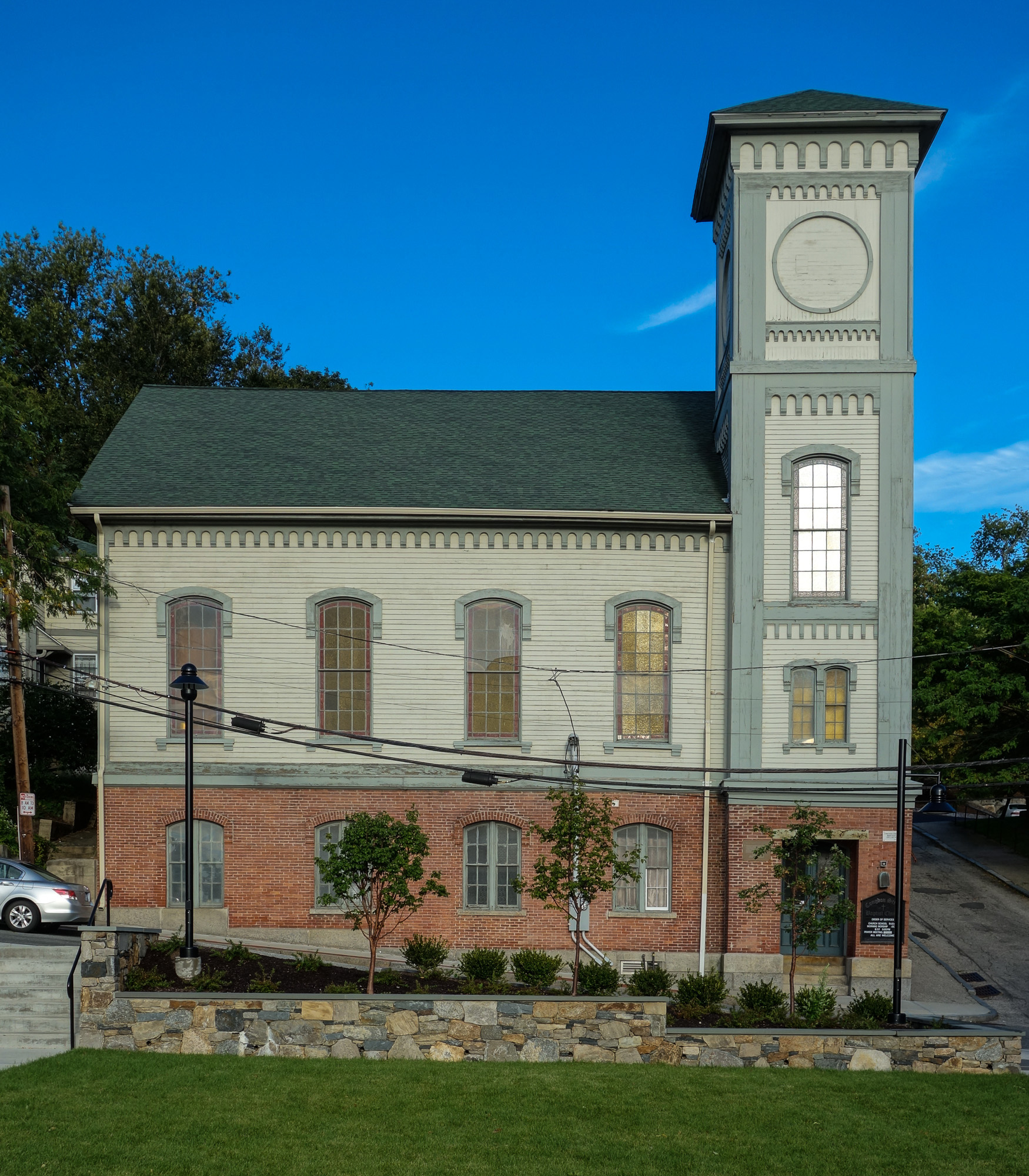
Vista desde el oeste en 2012
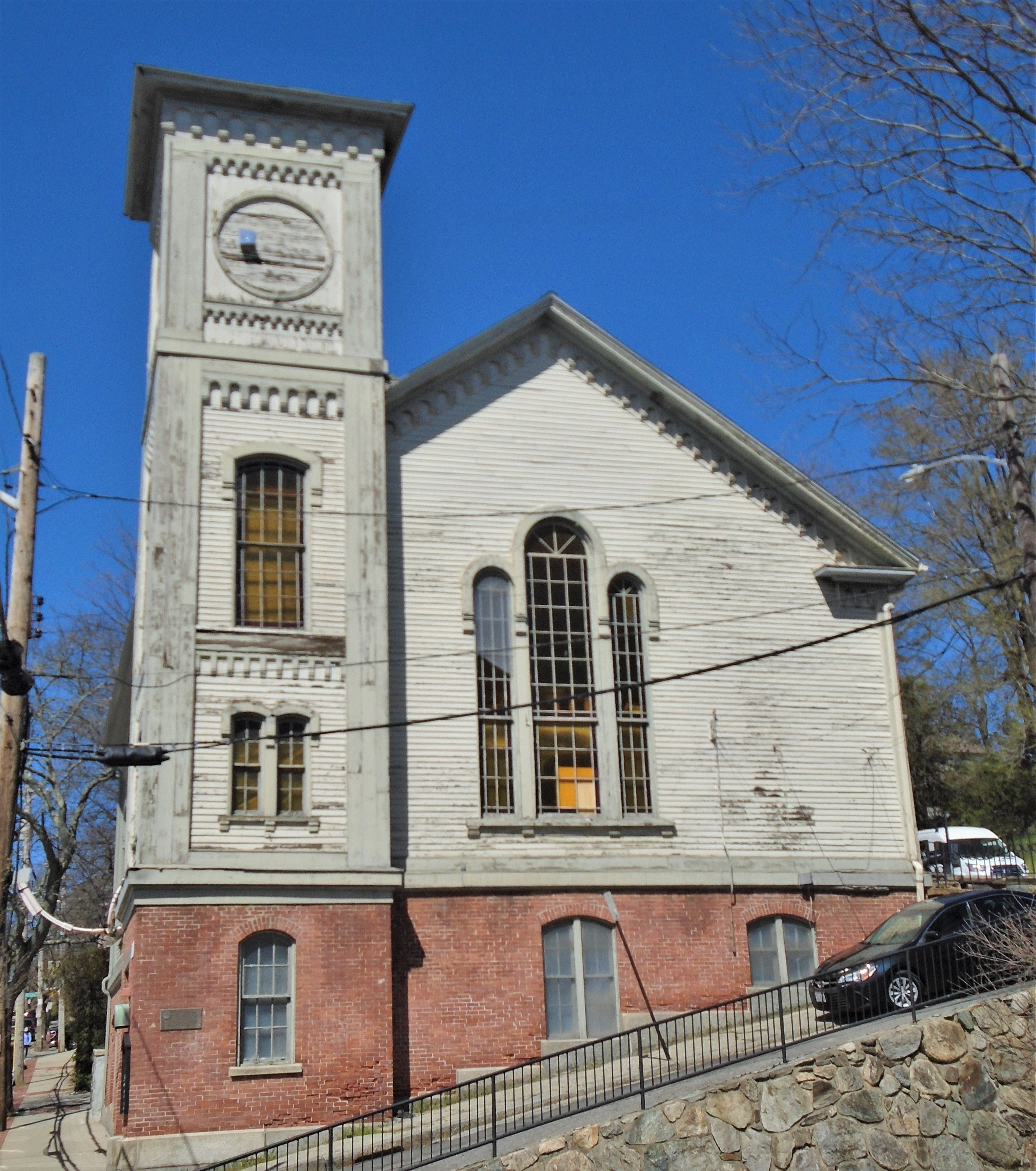
Vista desde el sur en 2021